# عبد المنعم ماجد
عبد المنعم ماجد ، مؤرخ ومحقق مصري شغل منصب رئيس مركز إحياء التراث العربي بجامعة القاهرة على مدى 20 عاما وعمل أستاذ في قسم التاريخ في كلية الآداب - جامعة عين شمس.

## سيرته العلمية
عبد المنعم ماجد له خبرة بتحقيق المخطوطات، وله إسهامه فيما يتصل بتحقيق السجلات المستنصرية التي أفاد منها في إعداد عدة مقالات عن السياسة الخارجية الفاطمية وعلاقات الفواطم بالقوى الإسلامية المجاورة. ويلاحظ أنه لم يستمر في أمر التحقيق حيث لم يتجه إلى مخطوطات أخرى باستثناء السجلات المذكورة.
، من المجالات الإبداعية الأخرى لمؤرخنا الراحل علم البردي. وقد ألف عدة مقالات في هذا المجال في وقت كانت فيه الساحة العربية تعاني من قلة المساهمين العرب بالتأليف في علم البردي بصفته مصدراً للتاريخ الإسلامي في مصر، وذلك من قبل ظهور باحثين من العناصر الشابة مثل الدكتور سعيد مغاوري صاحب الإسهامات المهمة في هذا المجال. وعلى كل حال، فيذكر لمؤرخنا الراحل أنه أسس مركز الدراسات البردية بجامعة عين شمس، وظل يعمل فيه باعتباره الخبير الوطني حتى وفاته.
أدرك مؤرخنا منذ أمد بعيد أهمية تبسيط التاريخ الإسلامي للقارئ العادي غير المتخصص. ولذلك عمل على الكتابة في الصحف والمجلات مثل صحيفة الوفد ومجلة آخر ساعة. وقد أدى في هذا المجال خدمة كبيرة لما يمكن أن نصفه بالثقافة التاريخية وخروج التاريخ من أسر الأكاديمية وتوجهه إلى العطاءات الواسعة من عامة.
عن منهجية الكتابة في التاريخ الإسلامي مثل الأستاذة الدكتورة سيدة إسماعيل كاشف التي ألفت كتاباً بعنوان «مصادر التاريخ الإسلامي ومناهج البحث فيه»، وقد صدر بالقاهرة عام 1960 م. ومع ذلك، فمن الإنصاف أن نقرر أن الأستاذ الدكتور عبد المنعم ماجد كانت له الريادة، حيث أصدر كتابه هام 1953 م، وما زال الكتابات المذكوران على جانب كبير من الأهمية على الرغم من مضي الأعوام وتقادم الكتابين.
أدرك الأستاذ الدكتور عبد المنعم ماجد أهمية الترجمة، وخاصة ترجمة الكتب الأساسية التي ألفها المستشرقون مثل "جدول.
الناصر صلاح الدين الأيوبي حيث عمل على إبراز عصر الحروب الصليبية وجهاد المسلمين في مواجهة الغزاة الصليبيين.
اهتم مؤرخنا بأثر منهجية الكتابة في التاريخ الإسلامي. ولذلك خصص دراستين صغيرتين حجماً كبيرتين أهمية هما: "مقدمة لدراسة التاريخ الإسلامي"، وّالذيل على المقدمة". وقد تنبه إلى أهمية التأليف في هذا المجال منذ وقت مبكر، فأفاد بذلك طلاب الدراسات العليا من الذين خاضوا غمار الكتابة التاريخية في المجال المذكور، وهو في ذلك كله يشارك قلة من المؤرخين المصريين المحدثين الذين اهتموا بتأليف دراسات
```
(الموسوعة الأفريقية، مقالات: » المعز لدين الله«، » جوهر الصقلي«، » النعمان بن حيون «، » العزيز بالله«، » ابن كلس«، » الحاكم بأمر الله«، » ست الملك«، » المستنصر بالله«، » طلائع بن رزيك«.
```

(المجمع الملكي لبحوث الحضارة الإسلامية بعمان بالأردن، نشر بحثاً بعنوان: «التعليم عند الفاطميين».
(موسوعة الحضارة الإسلامية بعمان بالأردن، «الآمر بأحكام الله».
(مشروع لكتابة تاريخ الأمة العربية. (المنظمة العربية للتربية والثقافة والعلوم، ومقرها تونس) بموضوع: «الخلافة الفاطمية»، ويقع في 9 صفحات.
(دور المصريين في تحرير القدس«، ندوة جامعة أسيوط، مركز الدراسات والمستقبل، 29 ـ 30 أكتوبر 1996م.
(خمس وثائق نادرة تبين ارتباط إقليم الخليج بمصر في عهد الخليفة المستنصر«، ندوة اتحاد المؤرخين العرب بالقاهرة في الفترة من 23 إلى 25 نوفمبر 1996 م.
(المسألة القومية في بحوث التاريخ الإسلامي«، ندوة الجامعة الإسلامية في لبنان خلال الفترة من 14 إلى 15 نوفمبر 1997 م.
(توثيق استرداد الفاطميين للمغرب بعد انفصاله عنهم؛ من واقع السجلات المستنصرية، و
(امرأة تتزعم مظاهرة أيام الخليفة المستنصر بالله الفاطمي«، مقال نشر في الجمعية التاريخية، عام 1976، ونشر في جريدة المساء، الخميس 21 أكتوبر 1976، العدد 7352.
(مفهوم التاريخ الإسلامي في العصر الحديث«، بحث ألقي في مؤتمر الحضارة الإسلامية بين الأصالة والتجديد في بيروت، عام 1975؛ ونشر في مجلة المؤرخ العربي، بغداد، 1977؛ وفي جريدة المساء، العدد 7333، السبت 12 أكتوبر 1976.
(أضواء جديدة على معركة عين جالوت«، بحث ألقي في الجمعية التاريخية المصرية، عام 1977؛ ونشر في جريدة المساء،